# 北島 (塞舌爾)
北島是塞舌爾的島嶼，位於印度洋海域，距離馬埃島32公里，長2.2公里、寬1.4公里，面積2.01平方公里，最高點海拔高度180米，該島有4個沙灘，島上人口148人。

## 外部連結
- Diving and marine life found on North Island（页面存档备份，存于）
- North Island resort official website（页面存档备份，存于）
- Wilderness Safaris, owners of North Island Resort（页面存档备份，存于）

4°23′36″S 55°14′39″E / 4.39333°S 55.24417°E